# Zakreszka Anna
Zakreszka Anna (Lengyelország, 1600 körül – Szilágysomlyó, 1658. március 28.) Báthory András felesége, Jan Zakrzewski és Dorothea Podlodowska leánya, Báthory Zsófia anyja.

## Élete
Lengyel katolikus családból származott. 1625 körül Lengyelországban lett az akkor ott élő Báthory András felesége, férjével Erdélybe költözött, leánya, Zsófia már Szilágysomlyón született 1629-ben. 1637-ben özvegyen maradt, ezután leányával együtt Szilágysomlyón élt. Zsófia itt ismerkedett meg ifj. Rákóczi Györggyel, Várad akkori kapitányával, és 1643. február 3-án Gyulafehérvárott a felesége lett. Az özvegy Báthoryné még megélhette unokája, I. Rákóczi Ferenc születését 1645. február 24-én. 1658. március 28-án halt meg, valószínűleg Szilágysomlyón. Férjét több mint 20 évvel élte túl.

## Külső hivatkozások
- Báthory-családfa